# Lijst van nummer 1-hits in Zwitserland in 2005
Deze hits stonden in 2005 op nummer 1 in de Schweizer Hitparade, de bekendste hitlijst in Zwitserland.
| Datum        | Artiest                           | Titel                         |
| ------------ | --------------------------------- | ----------------------------- |
| 2 januari    | Sarah Connor                      | Living to Love You            |
| 9 januari    | Nu Pagadi                         | Sweetest Poison               |
| 16 januari   | Nu Pagadi                         | Sweetest Poison               |
| 23 januari   | Nu Pagadi                         | Sweetest Poison               |
| 30 januari   | MusicStars                        | Friends Forever               |
| 6 februari   | Schnappi                          | Schnappi, das kleine Krokodil |
| 13 februari  | Schnappi                          | Schnappi, das kleine Krokodil |
| 20 februari  | Schnappi                          | Schnappi, das kleine Krokodil |
| 27 februari  | Schnappi                          | Schnappi, das kleine Krokodil |
| 6 maart      | Schnappi                          | Schnappi, das kleine Krokodil |
| 13 maart     | MusicStars                        | Here I Am                     |
| 20 maart     | Schnappi                          | Schnappi, das kleine Krokodil |
| 27 maart     | Schnappi                          | Schnappi, das kleine Krokodil |
| 3 april      | Schnappi                          | Schnappi, das kleine Krokodil |
| 10 april     | 50 Cent & Olivia                  | Candy Shop                    |
| 17 april     | 50 Cent & Olivia                  | Candy Shop                    |
| 24 april     | 50 Cent & Olivia                  | Candy Shop                    |
| 1 mei        | 50 Cent & Olivia                  | Candy Shop                    |
| 8 mei        | 50 Cent & Olivia                  | Candy Shop                    |
| 15 mei       | Salome                            | Gumpu                         |
| 22 mei       | Salome                            | Gumpu                         |
| 29 mei       | Salome                            | Gumpu                         |
| 5 juni       | Akon                              | Lonely                        |
| 12 juni      | Akon                              | Lonely                        |
| 19 juni      | Akon                              | Lonely                        |
| 26 juni      | Akon                              | Lonely                        |
| 3 juli       | Crazy Frog                        | Axel F                        |
| 10 juli      | Crazy Frog                        | Axel F                        |
| 17 juli      | Crazy Frog                        | Axel F                        |
| 24 juli      | Crazy Frog                        | Axel F                        |
| 31 juli      | Crazy Frog                        | Axel F                        |
| 7 augustus   | Crazy Frog                        | Axel F                        |
| 14 augustus  | Crazy Frog                        | Axel F                        |
| 21 augustus  | Crazy Frog                        | Axel F                        |
| 28 augustus  | Crazy Frog                        | Axel F                        |
| 4 september  | Crazy Frog                        | Axel F                        |
| 11 september | Crazy Frog                        | Axel F                        |
| 18 september | Juanes                            | La camisa negra               |
| 25 september | Juanes                            | La camisa negra               |
| 2 oktober    | The Pussycat Dolls & Busta Rhymes | Don't Cha                     |
| 9 oktober    | The Pussycat Dolls & Busta Rhymes | Don't Cha                     |
| 16 oktober   | The Pussycat Dolls & Busta Rhymes | Don't Cha                     |
| 23 oktober   | The Pussycat Dolls & Busta Rhymes | Don't Cha                     |
| 30 oktober   | The Pussycat Dolls & Busta Rhymes | Don't Cha                     |
| 6 november   | Melanie C                         | First Day of My Life          |
| 13 november  | Melanie C                         | First Day of My Life          |
| 20 november  | Madonna                           | Hung Up                       |
| 27 november  | Madonna                           | Hung Up                       |
| 4 december   | Madonna                           | Hung Up                       |
| 11 december  | Madonna                           | Hung Up                       |
| 18 december  | Madonna                           | Hung Up                       |
| 25 december  | Madonna                           | Hung Up                       |